# Düstere Legenden 3
Düstere Legenden 3 ist ein US-amerikanischer Horrorfilm von Mary Lambert aus dem Jahr 2005. Der Film ist wie bereits Düstere Legenden 2 keine direkte Fortsetzung zu Düstere Legenden. Es gibt zwar Hinweise auf die Mordserien der beiden anderen Filme, aber das verbindende Element sind lediglich die „düsteren Legenden“.
Der Film wurde direkt auf Video bzw. DVD veröffentlicht.

## Handlung
Salt Lake City, 1969. Bei einer Party betäuben Football-Spieler junge Frauen mit „Bloody Mary“ und entführen sie. Mary hat ihren Cocktail nicht getrunken und versucht zu fliehen. Dabei wird sie jedoch von einem der jungen Männer erschlagen, so dass aus dem vermeintlichen Spaß plötzlich Ernst wird. Der Täter versteckt die Leiche in einer Truhe.
Rund 30 Jahre später sitzt Samantha mit ihren Freundinnen Mindy und Martha zuhause, während sich ihre Mitschüler bei einem Ball vergnügen. Die drei Mädchen reden über das Gerücht, dass sich Marys Leiche immer noch in einem Versteck befindet und im Spiegel erscheint, wenn man im dunklen Zimmer dreimal „Bloody Mary“ ruft. Danach erzählen sie sich weitere „urban legends“, z. B. über die explosive Mischung von „Poprocks“ und Cola oder den Mann, der seinen Arm in einen Automaten steckt und von dem Gerät erschlagen wird.
Die Mädchen rufen aus Spaß (im hellen Zimmer) dreimal die blutige Frau an, am nächsten Morgen sind sie verschwunden. Sheriff McKenna berichtet den Eltern später, dass die Mädchen in einer alten Mühle aufgewacht und mit Drogen betäubt gewesen seien. Nach ihrer Rückkehr sieht Sam die „Bloody Mary“ im Spiegel. Sie sagt ihrem Bruder, dass sie von Buck und dessen Freunden Roger und Tom entführt worden seien, woraufhin David den Football-Spielern droht. Kurz darauf geht Roger in Betsys Sonnenstudio. Während sie telefoniert, verbrennt er auf der immer heißer werdenden Sonnenbank.
Sam widerspricht gegenüber Heather, die ihr Hausaufgaben bringt, dem Verdacht, dass David etwas mit Rogers Unfall zu tun hatte. Heather, die mit den Football-Spielern befreundet ist, bezeichnet die Entführung als Streich. Die Jungen hätten sich wegen eines peinlichen Fotos, das Sam veröffentlichte, rächen wollen. In ihrem Geschichtsbuch findet Sam anschließend einen an Heather adressierten Brief.
In der Nacht krabbelt eine Spinne aus dem Mund einer Puppe in Heathers Bett. Am nächsten Morgen kriechen zahllose Spinnen aus ihrer Wange und töten sie. Sam entdeckt ihre Leiche vor dem Spiegel und hat während des Unterrichts eine erneute Vision der „Bloody Mary“. Buck verdächtigt Sam und David des Mordes. Sein Freund sieht auf der Straße die „Bloody Mary“ und wird durch einen Stromschlag getötet, als er an einen Elektrozaun uriniert. Ein Polizist stellt fest, dass ihm ein Finger fehlt.
Sam zeigt ihrem Bruder den Inhalt des Briefes: ein Zeitungsbericht über die vermisste Mary Banner mit der handschriftlichen Notiz „She is not at rest“ (Sie kommt nicht zur Ruhe) sowie ein weiterer Bericht über das Massaker an der Pendleton University mit dem Hinweis „It really happened“ (Es ist wirklich passiert). Bei Recherchen zu der Entführung von 1969 finden Sam und David heraus, dass die beiden anderen Opfer Gina Lotnick (1982 durch Suizid gestorben) und Grace Taylor waren.
Die beiden Teenager besuchen die noch lebende Grace. In ihrem Haus entdeckt David ein Buch über „urban legends“, in dem auch die Mordserie an der Alpine University erwähnt wird. Grace ist überzeugt, dass Marys Geist für die aktuellen Todesfälle verantwortlich ist, weil dieser die Kinder der damaligen Täter tötet. David glaubt ihr nicht, zeigt seiner Schwester jedoch Zeichnungen, die Rogers und Heathers Todesart genau darstellen.
Es stellt sich heraus, dass Bucks Vater, Coach Jakoby, damals beteiligt war. Sein Sohn wird beinahe von einem Automaten erschlagen, in den er seine Hand steckt. Außerdem hängt sein Hund, der ihm kurz zuvor die Hand abgeleckt hat, tot im Schrank; daneben steht in blutiger Schrift die Warnung: „People can lick too“ (Menschen können auch lecken). Plötzlich kriecht „Bloody Mary“ unter seinem Bett hervor und tötet ihn mit einer Flasche.
David geht nochmal zu Grace, aber sie verrät ihm die Namen ihrer Entführer nicht, sondern verweist ihn auf die Fotos im Schularchiv. Dort ermittelt David, wer Marys Freund war. Währenddessen wackelt eine Kiste in Sams Zimmer, was eine weitere Vision auslöst. Grace rät ihr, Marys Leiche zu suchen und zu begraben. Sam glaubt zu wissen, wo die Leiche ist. Als sie versucht, David telefonisch zu erreichen, wird dieser zuhause überfallen und erstickt. Sam überredet Grace, mit ihr zur Schule zu fahren.
Dort betritt sie den Raum, den sie in ihrer letzten Vision gesehen hat. In dem Lager entdeckt sie die mysteriöse Truhe. Das Schloss springt auf und Sam holt Marys sterbliche Überreste aus der Kiste. In Graces Van flieht sie vor einem Mann in dunkler Jacke, der ihr im Lager aufgelauert hat und fährt zum Friedhof.
An Marys Grab kommt ihr Stiefvater Bill (in der gleichen Jacke wie der Verfolger) zu ihr. Plötzlich schlägt er mit einer Schaufel auf seine Tochter ein. Grace kann Sam zunächst retten, bevor Bill die beiden Frauen nacheinander k. o. schlägt. Als er gerade seine Tochter mit der Schaufel töten will, taucht Mary auf und zieht Bill mit sich in den Tod. Sam spekuliert, dass ihre Geschichte nun zu einer „urban legend“ werden könnte.

## Kritiken
Lexikon des Internationalen Films: „Schock-Unterhaltung, die allenfalls durch atmosphärischen Stilwillen auffällt. Offizielles Sequel und angeblicher Abschluss der ‚Urban Legend‘-Reihe.“